# كامل إدريس
كامل الطيب إدريس عبد الحفيظ (مواليد محلية دنقلا وهو ينتمي لقبيلة الكنوز، 26 أغسطس 1954)، هو رجل دولة سوداني، وعالم، وموظف دولي، وسياسي يشغل منصب رئيس وزراء السودان السادس عشر منذ 31 مايو 2025. شغل سابقًا منصب المدير العام للمنظمة العالمية للملكية الفكرية (الويبو) من عام 1997 حتى 2008، كما ترأس الاتحاد الدولي لحماية المصنفات النباتية الجديدة.
تلقى إدريس تعليمه في السودان ومصر وسويسرا والولايات المتحدة، وانضم إلى المنظمة العالمية للملكية الفكرية في عام 1982 عن عمر 28 عامًا. عُيِّن مديرًا عامًا للمنظمة عام 1997، واستمر في المنصب لمدة أحد عشر عامًا حتى عام 2008. غادر لاحقًا المنظمة وعاد إلى السودان للانخراط في العمل السياسي، حيث ترشح كمرشح مستقل في الانتخابات العامة لعام 2010، وحلّ في المرتبة السادسة.
في عام 2025، وفي خضم الحرب المدمرة مستمرة، عُيِّن إدريس رئيسًا للوزراء من قبل مجلس السيادة الانتقالي برئاسة عبد الفتاح البرهان، ليصبح بذلك أول رئيس وزراء مدني في السودان منذ استقالة عبد الله حمدوك قبل ثلاث سنوات في يناير 2022.

## التعليم
وفقًا لوثيقة صادرة عن مكتب الاتحاد الدولي لحماية الأصناف النباتية، يحمل كامل إدريس درجة بكالوريوس في القانون من جامعة الخرطوم، ودرجة بكالوريوس في الفلسفة والعلوم السياسية والنظريات الاقتصادية من جامعة القاهرة، ودرجة ماجستير في القانون الدولي والعلاقات الدولية من جامعة أوهايو، بالإضافة إلى دكتوراه في القانون الدولي حصل عليها عام 1984 من معهد الدراسات العليا في جنيف، الذي كان آنذاك تابعًا لجامعة جنيف.
في مايو 1999، منح مركز فرانكلين بيرس للقانون في الولايات المتحدة إدريس دكتوراه فخرية في القانون. وفي عام 2005، تلقّى دكتوراه فخرية في الآداب من الجامعة الوطنية المفتوحة إنديرا غاندي في الهند.

## المسيرة المهنية

### المسيرة الدبلوماسية
انضم كامل إدريس إلى المنظمة العالمية للملكية الفكرية (الويبو) في 30 ديسمبر 1982، وكان عضوًا في لجنة القانون الدولي التابعة للأمم المتحدة بين عامي 1992 و1996، ثم من جديد بين عامي 2000 و2001.
في 22 سبتمبر 1997، عُيِّن مديرًا عامًا للويبو لمدة ست سنوات، خلفًا لآرباد بوغش الذي شغل المنصب لمدة 25 عامًا. يتولى المدير العام الإشراف على جهود الويبو في حماية الملكية الفكرية على المستوى العالمي.
في مارس 1998، زار إدريس الكونغرس الأمريكي، واجتمع مع وزير التجارة الأمريكي لمناقشة سبل حماية وتعزيز الابتكار الأمريكي، وقد حظي حينها باستقبال رسمي من قبل الكونغرس. وفي عام 2001، وقّع إدريس، إلى جانب ميهنيئا موتوك، برنامج تعاون بين رومانيا والويبو.
في 27 مايو 2003، أُعيد تعيينه رسميًا لولاية ثانية مدتها ست سنوات كمدير عام للويبو. وفي العام نفسه، افتتح المركز الجديد للملكية الفكرية في جامعة الاقتصاد الوطني والعالمي. وفي عام 2006، تفاوض على برنامج تعاون بين الويبو وحكومة أذربيجان.
وخلال فترة ولايته كمدير عام للويبو، تبرّع إدريس براتبه بصفته الأمين العام لاتحاد حماية الأصناف النباتية (UPOV) لصالح الدول النامية. وكان من المقرر أن تنتهي ولايته في 30 نوفمبر 2009، إلا أن وثيقة صادرة عن الويبو في عام 2016 تشير إلى أنه طلب في عام 2007 من لجنة التنسيق الإسراع بعملية تعيين خليفة له، وهو ما أُنجز في أكتوبر 2008.
وفي عام 2008، توجّه إدريس إلى قيرغيزستان حيث التقى بالرئيس كورمان بيك باقييف ورئيس الوزراء إيغور شودينوف، وناقش معهما مشروع إنشاء مكتبة رقمية للبلاد.

### المسيرة السياسية
بعد مغادرته الويبو، عاد إدريس إلى السودان وانخرط في العمل السياسي. في الانتخابات العامة لعام 2010، ترشّح إدريس لرئاسة الجمهورية بصفة مستقل، متحديًا الرئيس آنذاك عمر البشير، وحلّ في المرتبة السادسة.
وفي مايو 2025، وفي خضم الحرب الأهلية، عُيِّن إدريس رئيسًا للوزراء من قبل مجلس السيادة الانتقالي برئاسة عبد الفتاح البرهان. ويُعد أول رئيس وزراء مدني يتولى المنصب منذ استقالة عبد الله حمدوك في عام 2022. وفي الأول من يونيو، أصدر إدريس قرارًا بحل الحكومة الانتقالية.

## الجدل
في عام 2006، أعدّت إدارة التدقيق والرقابة الداخلية في المنظمة العالمية للملكية الفكرية (الويبو)، بطلب من وحدة التفتيش المشتركة التابعة للأمم المتحدة، تقريرًا أشار إلى وجود تضارب في تاريخ ميلاد كامل إدريس، وقد تم تسريب هذه المعلومات إلى وسائل الإعلام.
تشير السجلات السابقة للويبو إلى أن تاريخ ميلاده هو 26 أغسطس 1945، بينما سعى إدريس لاحقًا إلى تعديل هذا التاريخ إلى 26 أغسطس 1954. وفي 21 سبتمبر 2007، وصف أمانة الويبو التقرير بأنه "محاولة متعمدة للإساءة إلى [إدريس]"، ووجّهت انتقادات إلى مصداقية التقرير وإلى فشل كاتبه في اتباع الإجراءات، مما أدى إلى انتهاك سرية المستند.
وقد أُشير في بعض المصادر إلى أن تاريخ ميلاد إدريس قد يكون 26 أغسطس 1945، أو 26 أغسطس 1953، أو 26 أغسطس 1954.
خلال الجمعية العامة للويبو التي استمرت عشرة أيام وانتهت في 3 أكتوبر 2007، أُحبطت محاولة لعزل إدريس من منصبه. وأثارت المسألة تساؤلات حول مصداقية المنظمة. وافق إدريس لاحقًا على الاستقالة، وتنحّى عن منصبه قبل عام من انتهاء ولايته الرسمية كمدير عام للويبو.
وفي ديسمبر 2016، أُعلن أن وثائق من الويبو تعود لعام 2010، وموقعة من المستشار القانوني للمنظمة إدوارد كواكوا، أظهرت أن إدريس لم يقم بتزوير أو تحريف تاريخ ميلاده.

## الجوائز والتكريمات
يُعد كامل إدريس زميلًا فخريًا في جامعة دورهام بالمملكة المتحدة، كما يشغل منصب أستاذ فخري في القانون في جامعة بكين، ويحمل درجة دكتوراه فخرية من جامعة فودان في الصين.
في عام 1999، حصل إدريس على ميدالية فخرية من معهد موسكو الحكومي للعلاقات الدولية تقديرًا لعمله في مجال الملكية الفكرية، كما نال دكتوراه فخرية من جامعة مولدوفا الحكومية في العام نفسه.
وفي عام 2001، مُنح لقب دكتور فخري من جامعة بوخارست، وتسلّم الوشاح الأكبر من وسام إنفانتي دون إنريكي من البرتغال. كما حصل على درجات دكتوراه فخرية من جامعة ماتيج بيل، ومن جامعة منغوليا للعلوم والتكنولوجيا.
في عام 2002، نال لقب دكتور فخري من أوكرانيا تقديرًا لإسهاماته في تطوير التعاون في مجال الملكية الفكرية. كما مُنح وسام قائد في وسام الاستحقاق الوطني، وهو أعلى وسام تمنحه كوت ديفوار، لجهوده في تعزيز التقدم الاجتماعي.
وفي عام 2003، مُنح إدريس ميدالية من الجامعة الوطنية للاقتصاد العالمي في بلغاريا، إلى جانب الرئيس جورجي بارفانوف، لجهودهما في تعزيز التنمية الاقتصادية في البلاد. كما منحته جامعة الإمام المهدي في ولاية النيل الأبيض دكتوراه فخرية في ديسمبر من العام نفسه.
وفي عام 2004، قلّده السلطان قابوس بن سعيد وسام عُمان، كما منحته مدينة البندقية الإيطالية جائزة البندقية للملكية الفكرية، وهي أول جائزة من نوعها.
وفي عام 2005، مُنح إدريس وسام نسر الأزتيك من المكسيك تقديرًا لإسهاماته في التنمية الاقتصادية للبلاد. وفي العام التالي، أطلقت المنظمة الإقليمية الإفريقية للملكية الفكرية اسم إدريس على مركزها الإقليمي الجديد لتدريب الملكية الفكرية، كما منحته جامعة أذربيجان درجة دكتور فخري. وقد حصل أيضًا على وسام النيلين السوداني.
في عام 2007، منحته كل من جامعة الجزيرة وجامعة الخرطوم درجات دكتوراه فخرية. وفي العام التالي، تلقّى دكتوراه فخرية من جامعة قرغيز الحكومية للبناء والنقل والعمارة.